# Abbaye de Langwaden
L'abbaye de Langwaden est une abbaye cistercienne à Grevenbroich, dans le Land de Rhénanie-du-Nord-Westphalie, dans l'archidiocèse de Cologne.

## Histoire
En 1145, le comte Christian von Wevelinghoven fait fonder le monastère et y installe des prémontrées sous la protection de l'électorat de Cologne.
En 1693, l'église et l'ensemble de l'abbaye sont reconstruites dans un style baroque par le prévôt Jakob II. Tillmanns et son successeur Ignaz von Witte.
En 1802, le monastère est dissous dans le cadre de la sécularisation. Trois ans après, le général français Nicolas-Joseph Maison achète l'abbaye et ses domaines. Il fait démolir la chapelle et refait les trois ailes du monastère pour aménager un palais. Ses héritiers vendent le lieu en 1913 et la totalité des terres à la maison de Nesselrode.
En 1939, les nazis installent un camp de travail. Après la Seconde Guerre mondiale, il sert d'accueil aux réfugiés allemands. En 1962, le comte Hermann von Nesselrode signe un contrat de location pour 99 ans avec l'abbé cistercien Sighard Kleiner puis vend l'abbaye à l'ordre en 1964. Elle accueille les moines de l'abbaye d'Osek qui sont partis de Tchécoslovaquie. En 1970, les nouveaux bâtiments reçoivent la bénédiction du cardinal Joseph Höffner. Le monastère établit son indépendance dans l'ordre cistercien.

## Source de la traduction
- (de) Cet article est partiellement ou en totalité issu de l’article de Wikipédia en allemand intitulé « Kloster Langwaden » (voir la liste des auteurs).